# Kristian Fulton
Kristian Michael Shaw Fulton (New Orleans, 3 settembre 1998) è un giocatore di football americano statunitense che milita nel ruolo di cornerback per i Kansas City Chiefs della National Football League (NFL).

## Carriera

### Tennessee Titans
Fulton al college giocò a football a LSU vincendo il campionato NCAA nel 2019. Fu scelto dai Tennessee Titans nel corso del secondo giro (61º assoluto) del Draft NFL 2020. Nella sua stagione da rookie fece registrare 16 tackle, un sack e un intercetto in sei presenze, due delle quali come titolare.

### Los Angeles Chargers
Il 28 marzo 2024 Fulton firmò con i Los Angeles Chargers.

### Kansas City Chiefs
L'11 marzo 2025 Fulton firmò con i Kansas City Chiefs un contratto biennale del valore di 20 milioni di dollari.